# Geronimo Cruz
Geronimo « Gerry » Cruz, né le 12 décembre 1937, est un ancien joueur philippin de basket-ball.